# イギリス議会開会式
イギリス議会開会式（イギリスぎかいかいかいしき、State Opening of Parliament）は、イギリスの議会開会における式典であり、国王演説を含む。

## 概要

### 君主の登庁
イギリスの君主は正装して、議会へ向かう。先行するヨーマン・オブ・ザ・ガードが、17世紀のガイ・フォークス事件（火薬陰謀事件）の名残で、儀礼的に治安調査を行う。次いで、軍旗分列行進式（Trooping the Colour）が華麗に執り行われる。
そして、騎乗した君主を先頭に、王族と近衛兵が付き従い、バッキンガム宮殿から首相官邸裏広場まで行進する。広場では、君主は閲兵を行い、近衛騎兵や男性王族が勇壮な馬術を披露する。近衛兵が1500名、馬が200頭も参加する壮麗な儀式であり、各界の功労者や抽選で選ばれた7000名が観覧することが出来る。
- 2008年撮影、大英帝国王冠を奉送する馬車
- 2008年撮影、ブルーズ・アンド・ロイヤルズ騎兵連隊
- 2015年撮影、ウェストミンスター宮殿横を通過する、近衛兵の隊列
- 2015年撮影、騎乗した英陸軍のE・スミス＝オズボーン（英語版）王室師団長（英語版）
- 2016年撮影、式典を終え、宮殿への帰路にあるエリザベス2世

### 国王（女王）演説
君主による演説が行われる。原稿は政府が用意したものであるが、「私の政府」の表現が用いられる。
- 1901年2月、即位最初の演説に臨むエドワード7世とアレクサンドラ王妃
- 1911年2月、即位最初の演説に臨むジョージ5世とメアリー王妃

### 人質
国王チャールズ1世が議会側との抗争（イングランド内戦）により敗北、処刑された。すなわち「議会が国王と敵対」していた経緯から、君主は議員を人質とする慣習が残る。
与党の院内副総務クラスのベテラン議員が、儀式が終了するまでバッキンガム宮殿に「拘束」されるが、実際には宮殿の侍従長とお茶を飲み交わす程度であるとされる。